# Воровская, Дора Моисеевна
Дора Моисеевна Воровская (урождённая Мамутова; ? — 27 ноября 1923 год) — советский дипломат, жена В. Воровского.

## Биография
Родилась в  Одессе, в семье врача.
В начале 1900-х училась за границей, где посещала собрания русских политэмигрантов.
Осенью 1904 года встретилась в Берлине с Воровским и вскоре вышла за него замуж.
Активная участница революционного движения, подпольной работы.
В октябре 1905 года она вместе с мужем по заданию В.И. Ленина ездила из  Женевы в Берлин для переговоров с лидерами немецких  социал-демократов. В начале 1913 года приехала к мужу в ссылку в Вологду и находилась там до его освобождения в октябре этого же года. После революции выполняла обязанности дипкурьера и секретаря в посольствах Советской России в Стокгольме и Риме. 
Дора Моисеевна Воровская скончалась в  Германии в санатории от нервного потрясения после убийства мужа в Лозанне. Похоронена у Кремлёвской стены.
9 августа 1924 года урна с её прахом была опущена в могилу к мужу. Это первая урна, помещенная в некрополе на Красной площади.